# Chef supérieur de la SS et de la Police
Le Höhere SS- und Polizeiführer (abrégé HSSPf), ou en français Commandant supérieur de la SS et de la Police, était un haut responsable nazi, représentant direct de Heinrich Himmler, à la fois chef des unités de la SS et des forces de police d'une région militaire allemande (Wehrkreis) ou dans un territoire occupé. Ce poste a existé de 1937 à 1945.

## Origine et mise en place
En 1937, Heinrich Himmler décide de fusionner les postes de chef de district SS (Oberabschnitt) et de chef de la police dans chaque Wehrkreis. Ce système est ensuite étendu à l'Europe occupée pendant la Seconde Guerre mondiale. Chaque HSSPf est alors responsable de toutes les forces de sécurité nazies dans son secteur.

## Hiérarchie
La structure hiérarchique des commandements SS et policiers était strictement organisée. Le HSSPf occupait une position centrale, au-dessus d’échelons intermédiaires ou subordonnés, avec parfois un niveau supérieur réservé à des cas exceptionnels. Voici un aperçu de cette hiérarchie :
| Nom    | |
| ------ | --- |
| HSSPf  | Niveau régional ou national                                                                                    |
| SSPf   | Commandant de niveau inférieur, subordonné au HSSPf                                                            |
| HöSSPf | « Chef Suprême », titre exceptionnel donné uniquement a Karl Wolff (Italie) et Hans-Adolph Prützmann (Ukraine) |

## Missions principales
Le HSSPf était chargé :
- d'exécuter les ordres de Himmler au niveau local ;
- de coordonner la SS, la Gestapo, la police criminelle (Kripo), la police d'ordre (Orpo) et la SD ;
- d'agir en tant que lien entre les autorités militaires allemandes et les structures SS locales ;
- de diriger les opérations de lutte contre les résistances locales[2] (appelées Bandenbekämpfung, soit "lutte contre les bandes") ;
- d'organiser la répression, les déportations, voire les massacres[2].

## Pouvoir et autorité
Le HSSPf a un pouvoir quasi absolu sur les forces de sécurité, sauf sur les unités SS affectées à l'armée (comme certaines divisions de la Waffen-SS). Il peut aussi, dans certaines zones, se voir confier des fonctions civiles ou politiques, comme:
- en Bohême-Moravie, Karl Hermann Frank, à la fois HSSPf et ministre d’État ;
- aux Pays-Bas, Hanns Albin Rauter, bras droit de Arthur Seyss-Inquart ;
- en Pologne, Friedrich-Wilhelm Krüger puis Wilhelm Koppe, chargés de la sécurité générale.

## Organisation interne
Chaque HSSPf dispose de deux branches administratives :
- Pour la SS : coordination avec les unités locale
- Pour la Police :
  - BdS (chef de la Sipo et du SD), avec ses antennes régionales (KdS)
  - BdO (chef de la police de l'ordre), avec ses subdivisions locales (KdO)

## Cas particuliers notables
En France, Carl Oberg est nommé HSSPf en 1942. Il supervise la collaboration policière, notamment la traque des Juifs et des résistants.
En Belgique, c'est Richard Jungclaus qui exerce cette fonction dès avril 1942.